# Bracon verus
Bracon verus är en stekelart som beskrevs av Szepligeti 1906. Bracon verus ingår i släktet Bracon och familjen bracksteklar. Inga underarter finns listade.